# Soluzione di Ringer
La soluzione di Ringer è una soluzione isotonica con il sangue.
Di solito contiene cloruro di sodio, cloruro di potassio, cloruro di calcio e bicarbonato di sodio, con quest'ultimo utilizzato per equilibrare il pH. È spesso utilizzata in esperimenti in vitro su organi o tessuti, come ad esempio in test in vitro su tessuto muscolare. Prende il nome da Sydney Ringer, il fisiologo britannico che la ideò. È spesso utilizzata in medicina, con l'aggiunta di lattato, sotto forma di soluzione di Ringer lattato, ad esempio nella Camera di Ussing.